# Leyes (diálogo)
Las Leyes (en griego, Νόμοι) es un diálogo de Platón perteneciente a su época de vejez y representa una quinta parte de su obra escrita. En él se expresan sus teorías acerca de la política y la organización social de un modo más realista y menos utópico que en diálogos anteriores (quizás influido por sus experiencias con la política en Siracusa). 
Por mucho tiempo fue considerada por los representantes de la compilación histórica como una obra apócrifa. 
Esta obra trata, como dice en sus páginas, de un estado solamente para dioses e hijos de dioses.

## Autenticidad
Eduard Zeller ya en el siglo XIX y aún en su obra cabecera, Historia de la Filosofía Griega, trata este diálogo a modo de apéndice. Con lo que se puede entender que seguía sin poder encuadrarla dentro del marco de obras del filósofo griego, aunque haya empezado a ser considerada obra de Platón.
Por otro lado, J. Stenzel, dice Jaeger en Su obra Paideia: Los ideales de la cultura griega, "fue una notable seguidora de la idea de que esta obra no es de la autoría de Platón". El mismo autor de la Paideia asegura que las Leyes no son, por su contenido, lógicas ni ontológicas y por eso es considerada como secundaria.
Guthrie, por su parte, concuerda en que las Leyes tiene desaciertos estilísticos, irregularidades sintácticas que rayan en ocasiones la incomprensibilidad, repeticiones e incoherencias internas, que algunos especialistas del siglo XIX atribuyeron a la pesada edición póstuma de la obra que llevó a cabo el discípulo de Platón, Filipo de Opunte.
El mismo autor reconoce que las faltas que se han hallado se explican de una forma más natural por el hecho de que Platón, por su avanzada edad, tuvo que dejar esta obra sin revisar.
Las opiniones son varias y son varios los autores que han defendido ambas posturas. Más allá de estos problemas se puede observar que, siempre pensando que esta obra fue escrita por mano platónica, su decepción no destruyó su idea sobre la formación de un estado justo en la que el gobernante tiene a su disposición a un inteligente consejero al que debe de obedecer.

## Fecha
Sobre la datación, Guthrie señala: "El único testimonio externo temprano sobre la cronología de este escrito es la afirmación de Aristóteles, en la Política (1264b26), de que es una obra posterior a la República. Desde el punto de vista interno, la derrota de los locrios a manos de los siracusanos, mencionada en 638b, se considera que es la de Dionisio II, en el 356 a.c., lo cual significa que el libro primero, al menos, se escribió cuando Platón estaba alrededor de los setenta."
Por otro lado, dice el autor de la Historia de la Filosofía Griega: "parte del tono de la obra sugiere que la escribió después del fracaso de su última visita a Sicilia, en el año 360 a.c. Si es así, la composición de una obra tan larga y detallada puede perfectamente haberle tenido ocupado hasta el momento de su muerte".

## Personajes
- Clinias de Creta. Quien ha heredado sentimientos de buena voluntad hacia los atenienses
- Megilo de Esparta. Hombre con poca inteligencia y reputación de lacónico.
- Anónimo de Atenas. Quien conduce la conversación en nombre de Platón.

Estos personajes simbolizan el sistema que va a exponerse, ateniense en gran medida en su origen, endurecido con una disciplina doria y especialmente espartana

## Contenido
Tres ancianos, uno ateniense, otro espartano, Megilo, y otro cretense, Clinias, van de peregrinación desde Cnosos hasta el Monte Ida, santuario dedicado a Zeus. Se supone que fue en el monte Ida donde Rea ocultó a Zeus de su padre Cronos para que no lo devorase como a sus hermanos. También cuenta la leyenda que fue allí donde Zeus dio a Minos el conjunto de leyes tan admirables de los cretenses. El camino es largo y el calor hace mella en los ancianos, así que deciden aprovechar las numerosas paradas a la sombra de los árboles para dialogar sobre el tema de las leyes. Siendo Esparta, Atenas y Creta las regiones más relevantes del mundo griego la confrontación del diálogo permitirá hacerse una idea del escenario político en la Grecia clásica.
Hacia el final del tercer capítulo, Clinias anuncia que tiene el encargo de establecer las leyes de una nueva colonia cretense y que agradecería la ayuda del ateniense. El resto del diálogo transcurre con los tres ancianos elaborando leyes para la nueva ciudad, al tiempo que caminan hacia el santuario.
La cuestiones tratadas en Las Leyes son, entre otras muchas: 
- La revelación divina de las leyes.
- El papel de la inteligencia en la legislación.
- La relación entre filosofía, religión y política.
- El papel de la música, el ejercicio y la danza en la educación.
- Ley natural y ley positiva.

El diálogo usa fundamentalmente las legislaciones ateniense y espartana (lacedemonia) para que los dialogantes tengan presente un conjunto de leyes, más o menos coherente, para la nueva ciudad de la que están hablando.
Contenido por capítulos
Libro Primero
Tres ancianos –Clinias, el cretense, Megilo, el lacedemonio y Platón, el ateniense- conversan sobre sus respectivas legislaciones. La primera cuestión que plantea el ateniense es el motivo por el cual se han establecido en Creta y en Esparta leyes que regulan los banquetes, los gimnasios y las clases de armas. Tanto Clinias como Megilo coinciden en señalar que la mejor legislación es la que se hace en vistas de la guerra, pues la guerra es el estado natural tanto en el individuo como entre los Estados. Ahora bien, en una guerra hay vencedores y vencidos, y en el caso de una guerra civil los vencidos son todos los ciudadanos, por lo que la paz social es preferible a una guerra y los legisladores han de dictar las leyes de cara a la paz, y no establecer en función de la guerra las leyes de la paz. Además, las leyes no deben promulgarse en función de circunstancias concretas, sino que deben inspirarse en principios universales, buscando la virtud total, que es el bien que los dioses han dado a los hombres. El método de discusión comienza por el análisis de una virtud hasta contemplarlas todas; así se empieza por el análisis de la fortaleza (valor), que no consiste sólo en resistir el dolor, sino en dominar el placer y con ello se llega al dominio de sí, que es la templanza.
Al constatar que las constituciones de Creta y Lacedemonia ignoran el valor de la templanza, el anciano ateniense se propone el análisis de una institución (la embriaguez) con el fin de que ésta pueda servir a tal propósito: el vencerse a sí mismo. Para un juicio correcto acerca de las libaciones, éstas deben ser observadas en condiciones favorables, sobre todo que estén dirigidas por jefes sobrios y moderados. Las libaciones (reuniones para la bebida en común) ofrecen una ocasión para la educación del ciudadano, entendida ésta no como mera instrucción técnica, sino como el desarrollo de las virtudes, el conocimiento de la medida y de lo justo. Se podrían resumier los motivos por los que Platón defiende la institucionalización de los banquetes en los siguientes puntos:
1- Por motivos éticos: para poner a prueba la virtud de la templanza
2- Por motivos psicológicos: para conocer el verdadero carácter de las personas
3- Por motivos pedagógicos: la libaciones son “un juego” en el que aprendemos mucho de nosotros y de los demás
4- Por motivos políticos: son una institución que persigue, en última instancia, hacer mejores a los hombres y este objetivo es “uno de los objetos de la política”

## Estado perfecto
Dice Guthrie que los doce libros de las Leyes incluyen varios apartados en los que la exposición se dedica exclusivamente a una constitución y un código legal que se ocupa desde la subversión y la tradición hasta discusiones amables sobre el alcantarillado, el atractivo de las abejas o el robo de fruta. El autor está de acuerdo con que seguir estos temas de un modo detallado no es necesario. También señala que la estructura del diálogo cuenta con capítulos introductorios que tratan temas como la legislación en los estados dorios, las lecciones de la historia, los tipos de constitución, la educación y las artes. También tratan sobre temas como las recomendaciones para la ciudad misma, aparte de externas, como la planificación de la ciudad (778a-79d, 848c-e).
En la obra podemos ver que sobre este tema un desglose en dos partes. Establecer los cargos políticos y su método de elección y la redacción de las leyes que deben imponer (735a). 
El tratamiento necesariamente abreviado que se ofrece aquí se dividirá en cuatro secciones principales:
1. Introducción (Libros I-III).
2. La ciudad de las Leyes.
3. La vida en la ciudad platónica.
4. Cuestiones de sentido filosófico más general.

### La unidad y la multiplicidad de la virtud
Uno de los temas tratados en la introducción (libros I-III) merece una mención especial por el hecho de sugerir un desarrollo deliberado desde el principio al fin del diálogo y por ello, su unidad fundamental. En referencia a esto, se está hablando de la relación de la virtud como un todo con sus partes
Dice Guthrie: En el libro primero el ateniense habla sobre el valor (eíde) y las otras clases o especies de la virtud como un todo, y de tratar del valor, en primer lugar, sin las demás, sin indicación alguna de que su relación presente un problema. Él (Platón) adopta la concepción más lógica: el valor es una especia de virtud, alcanzable por sí misma, pero un legislador debe inculcar la totalidad de las virtudes (630d, 705d).